# アジアマーシャルアーツゲームズ
アジアマーシャルアーツゲームズ（英語: Asian Martial Arts Games）は、アジアオリンピック評議会が開催したアジアにおける格闘技の多種目国際競技大会。アジア格闘技大会とも呼ばれる。

## 概要
第1回アジアマーシャルアーツゲームズ（1st. Asian Martial Arts Games Bangkok 2009）は2009年4月25日～5月3日にかけて行われる予定だったが、開催国であるタイの政情不安から、当初予定していた日程を延期し、6月6日～14日、さらに延期され、8月1日～9日に開催された。
この大会は、アジア競技大会・アジア冬季競技大会、アジアインドアゲームズ、アジアビーチゲームズ、アジアユースゲームズに次ぐ位置付けのマルチスポーツイベントとされていた。
第1回大会では、空手、テコンドー、ムエタイ、キックボクシング、柔術、柔道、クラッシュ、功夫、プンチャック・シラットの9種目で競われた。
現在9種目のうち日本が発祥の格闘技は、空手、キックボクシング、柔術、柔道と4種目が採用されているが、将来的には相撲や剣道の採用も検討されていた。
2009年の第1回大会の後、2013年からは再びアジアインドアゲームズに吸収され、「アジアインドア・マーシャルアーツゲームズ」として4年に1回開催されることとなった。

## アジアマーシャルアーツゲームズ開催地
| 回 | 期間 | 期間           | 開催都市 | 開催国 | 参加国 | 参加選手数 | 競技数 |
| 回 | 年   | 月日           | 開催都市 | 開催国 | 参加国 | 参加選手数 | 競技数 |
| -- | ---- | -------------- | -------- | ------ | ------ | ---------- | ------ |
| 1  | 2009 | 8月1日～8月9日 | バンコク | タイ   | 40     | 約2000     | 9      |